# 宮城志紀人
宮城 志紀人（みやぎ しきと、1992年3月14日 - ）は、日本の男性声優。島根県松江市出身。青二プロダクション所属。

## 略歴
フィリピンの母と沖縄県出身の父の間に生まれる
。
アミューズメントメディア総合学院卒業。

## 人物
趣味にはMCバトル観戦、日本語ラップ鑑賞、筋力トレーニングをそれぞれ挙げている。特技にはヒューマンビートボックス、リフティングをそれぞれ挙げている。

## 出演

### テレビアニメ
2016年
- タイムボカン24（島根県民）

2017年
- ドラゴンボール超（手下、戦士）
- ONE PIECE（2017年 - 2018年、木、ジェルマ兵、ケーキ、男、警備 他）
- DYNAMIC CHORD（少年の兄）

2018年
- 三ツ星カラーズ（男性）
- ゲゲゲの鬼太郎（第6作）（被害者）

2019年
- パズドラ（スカウトB）
- ちびまる子ちゃん（町人）

### ゲーム
- 真・三國無双8（2018年、武将[5]）
- 北斗が如く （2018年）

### 吹き替え
- ジェサベル（クリストフ[2]）

### ラジオドラマ
- 青山二丁目劇場
  - ポジティブセミナー（谷本）
  - 背番号18番（ヒロ）

### ナレーション
- お願い!ランキング（テレビ朝日、2016年9月 - 2017年3月）[6]
- エイコーさん（フジテレビ、2019年5月・6月）

### ボイスオーバー
- 世界一受けたい授業（日本テレビ）
- スッキリ（日本テレビ）
- 世界の果てまでイッテQ!（日本テレビ）
- 世界衝撃映像100連発（TBSテレビ）
- フルタチさん（フジテレビ）
- 世界の何だコレ!?ミステリー（フジテレビ）